# Deutsch-Griffen
Deutsch-Griffen ist eine Gemeinde mit 822 Einwohnern (Stand 1. Jänner 2025) im Bezirk St. Veit an der Glan in Österreich, im Bundesland Kärnten.

## Geographie
Deutsch-Griffen liegt im Norden Kärntens rund 30 Kilometer nordwestlich von Klagenfurt in einem linken Seitental des Gurktales am Griffnerbach. Das Gemeindegebiet erstreckt sich vom Gurkfluss bis zur kärntnerisch-steirischen Landesgrenze in den östlichen Nockbergen. Am nördlichen Rand der Gemeinde befindet sich der Talschluss des Paalbaches, der in die Mur entwässert. Dieser kaum bewohnte Teil der Gemeinde ist von der Flattnitz aus erschlossen und von Deutsch Griffen aus nur mit großem Umweg erreichbar und wird daher umgangssprachlich auch zur Flattnitz gezählt. Die Nachbargemeinden in Kärnten sind Glödnitz und Albeck. Im Norden grenzt die Gemeinde an die Steiermark.

### Gemeindegliederung
Die Gemeinde besteht aus der einzigen Katastralgemeinde Deutsch-Griffen. Das Gemeindegebiet umfasst folgende 25 Ortschaften (in Klammern Einwohnerzahl Stand 1. Jänner 2025):
- Albern (11)
- Arlsdorf (8)
- Bach (35)
- Bischofsberg (26)
- Brunn (13)
- Deutsch Griffen (342)
- Faulwinkel (2)
- Gantschach (0)
- Göschelsberg (28)
- Graben (7)
- Gray (22)
- Hintereggen (10)
- Hochrindl (3)
- Leßnitz (37)
- Meisenberg (8)
- Messaneggen (13)
- Mitteregg (50)
- Oberlamm (4)
- Pesseneggen (3)
- Ratzendorf (0)
- Rauscheggen (61)
- Sand (12)
- Spitzwiesen (86)
- Tanzenberg (39)
- Unterlamm (2)

### Nachbargemeinden
| Stadl-Predlitz (MU) |                                             | Glödnitz |
|                     | Kompassrose, die auf Nachbargemeinden zeigt |          |
|                     | Albeck (FE)                                 |          |

## Geschichte
Griffen wurde 927 erstmals urkundlich als „Grivinne“ erwähnt. Um 1043 wurde eine Kirche genannt. Die heutige Pfarrkirche wurde 1157 erstmals genannt, als der Gurker Bischof in ihren Besitz kam.
Die Gemeinde konstituierte sich im Jahr 1850, wobei sich der heutige Name erst in den 60er Jahren des 19. Jahrhunderts entwickelte. 1920 gab es gegenüber der Nachbargemeinde Albeck Grenzkorrekturen. 1973 wurde Deutsch-Griffen in die neu gebildete Großgemeinde Weitensfeld-Flattnitz integriert, verselbständigte sich aber 1991 nach einer Volksbefragung wieder.

### Staatsbürgerschaft, Religion
Die Gemeinde Deutsch-Griffen hatte 1023 Einwohner (2001), davon waren 97,8 % österreichische und 1,6 % deutsche Staatsbürger. 93,9 % der Bevölkerung bekannten sich zur römisch-katholischen und 2,5 % zur evangelischen Kirche, 3,2 % waren ohne religiösem Bekenntnis.

### Bevölkerungsentwicklung
Da sowohl die Geburtenbilanz als auch die Wanderungsbilanz negativ wurden, ging die Bevölkerungszahl nach 2001 stark zurück.
| Deutsch-Griffen: Einwohnerzahlen von 1869 bis 2024  | Deutsch-Griffen: Einwohnerzahlen von 1869 bis 2024 | Deutsch-Griffen: Einwohnerzahlen von 1869 bis 2024 | Deutsch-Griffen: Einwohnerzahlen von 1869 bis 2024 | Deutsch-Griffen: Einwohnerzahlen von 1869 bis 2024 |
| --------------------------------------------------- | -------------------------------------------------- | -------------------------------------------------- | -------------------------------------------------- | -------------------------------------------------- |
| Jahr                                                |                                                    |                                                    |                                                    | Einwohner                                          |
| 1869                                                | 1869                                               |                                                    | 1.406                                              | 1.406                                              |
| 1880                                                | 1880                                               |                                                    | 1.309                                              | 1.309                                              |
| 1890                                                | 1890                                               |                                                    | 1.398                                              | 1.398                                              |
| 1900                                                | 1900                                               |                                                    | 1.337                                              | 1.337                                              |
| 1910                                                | 1910                                               |                                                    | 1.240                                              | 1.240                                              |
| 1923                                                | 1923                                               |                                                    | 1.148                                              | 1.148                                              |
| 1934                                                | 1934                                               |                                                    | 1.347                                              | 1.347                                              |
| 1939                                                | 1939                                               |                                                    | 1.281                                              | 1.281                                              |
| 1951                                                | 1951                                               |                                                    | 1.262                                              | 1.262                                              |
| 1961                                                | 1961                                               |                                                    | 1.247                                              | 1.247                                              |
| 1971                                                | 1971                                               |                                                    | 1.203                                              | 1.203                                              |
| 1981                                                | 1981                                               |                                                    | 1.169                                              | 1.169                                              |
| 1991                                                | 1991                                               |                                                    | 1.105                                              | 1.105                                              |
| 2001                                                | 2001                                               |                                                    | 1.023                                              | 1.023                                              |
| 2011                                                | 2011                                               |                                                    | 940                                                | 940                                                |
| 2021                                                | 2021                                               |                                                    | 860                                                | 860                                                |
| 2024                                                | 2024                                               |                                                    | 841                                                | 841                                                |
| Quelle(n): Statistik Austria, Gebietsstand 1.1.2021 |                                                    |                                                    |                                                    |                                                    |

## Kultur und Sehenswürdigkeiten
Zu den Sehenswürdigkeiten der Gemeinde Deutsch-Griffen zählen die Pfarrkirche Hl. Jakobus der Ältere, ein im Kern romanischer und später erweiterter und zur Wehrkirche ausgebauter Bau aus dem 12. Jahrhundert, das Krippenmuseum im Pfarrstadel, der Mühlenwanderweg und das Fastentuch. Auf der Flattnitz steht auf Gemeindegebiet von Deutsch Griffen ein Kalkofen.

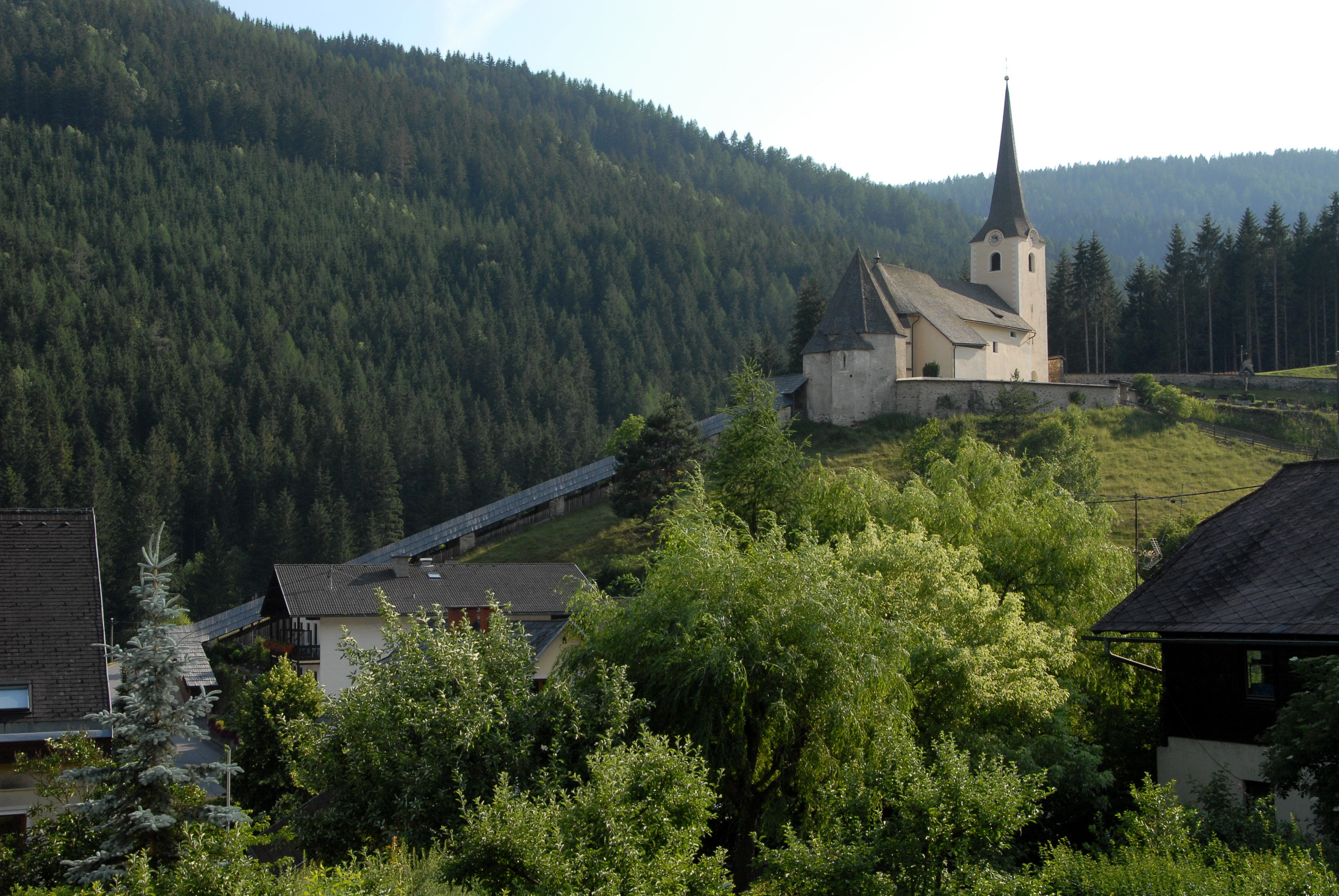
Pfarrkirche Sankt Jakobus der Ältere
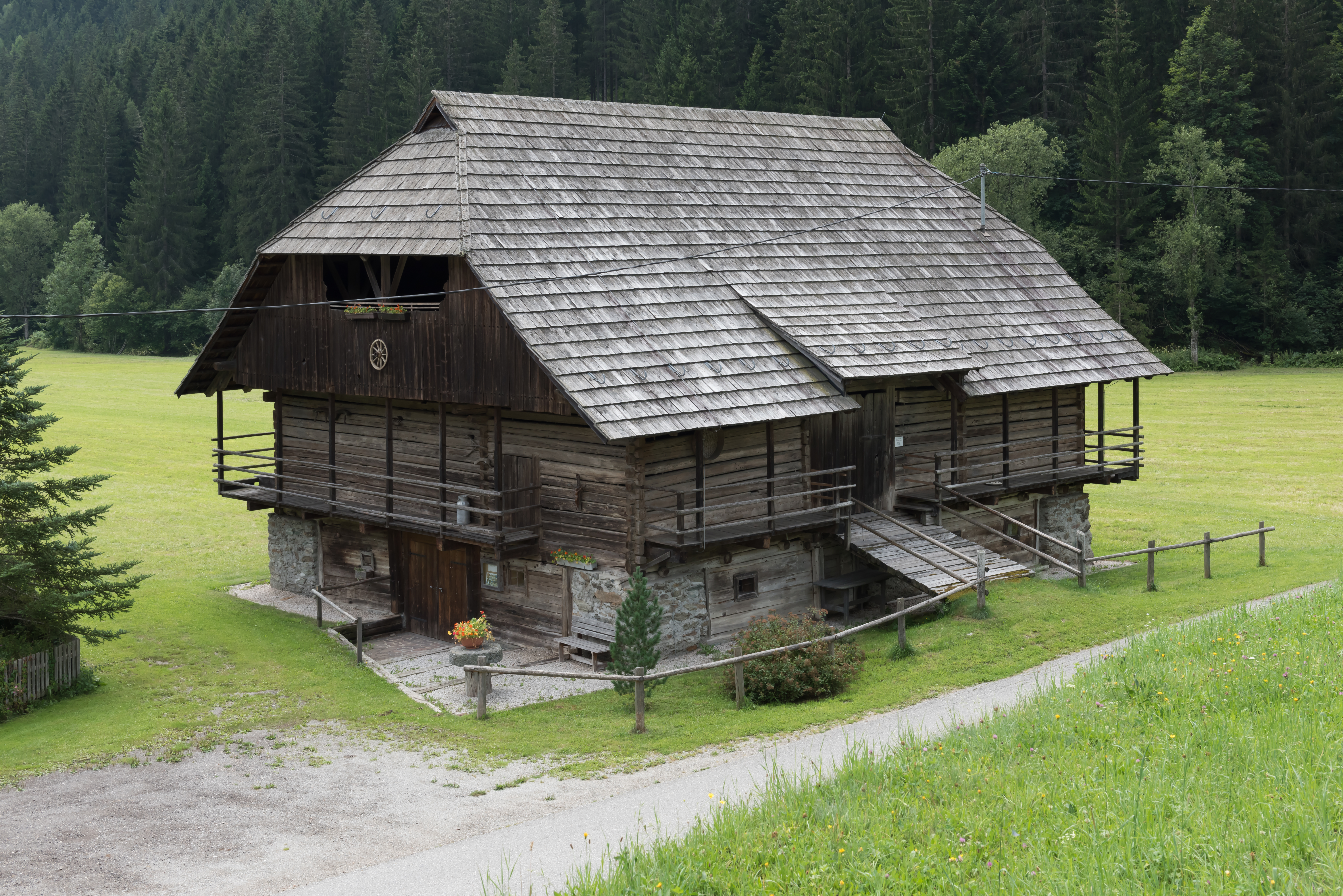
Pfarrstadel mit Krippenmuseum
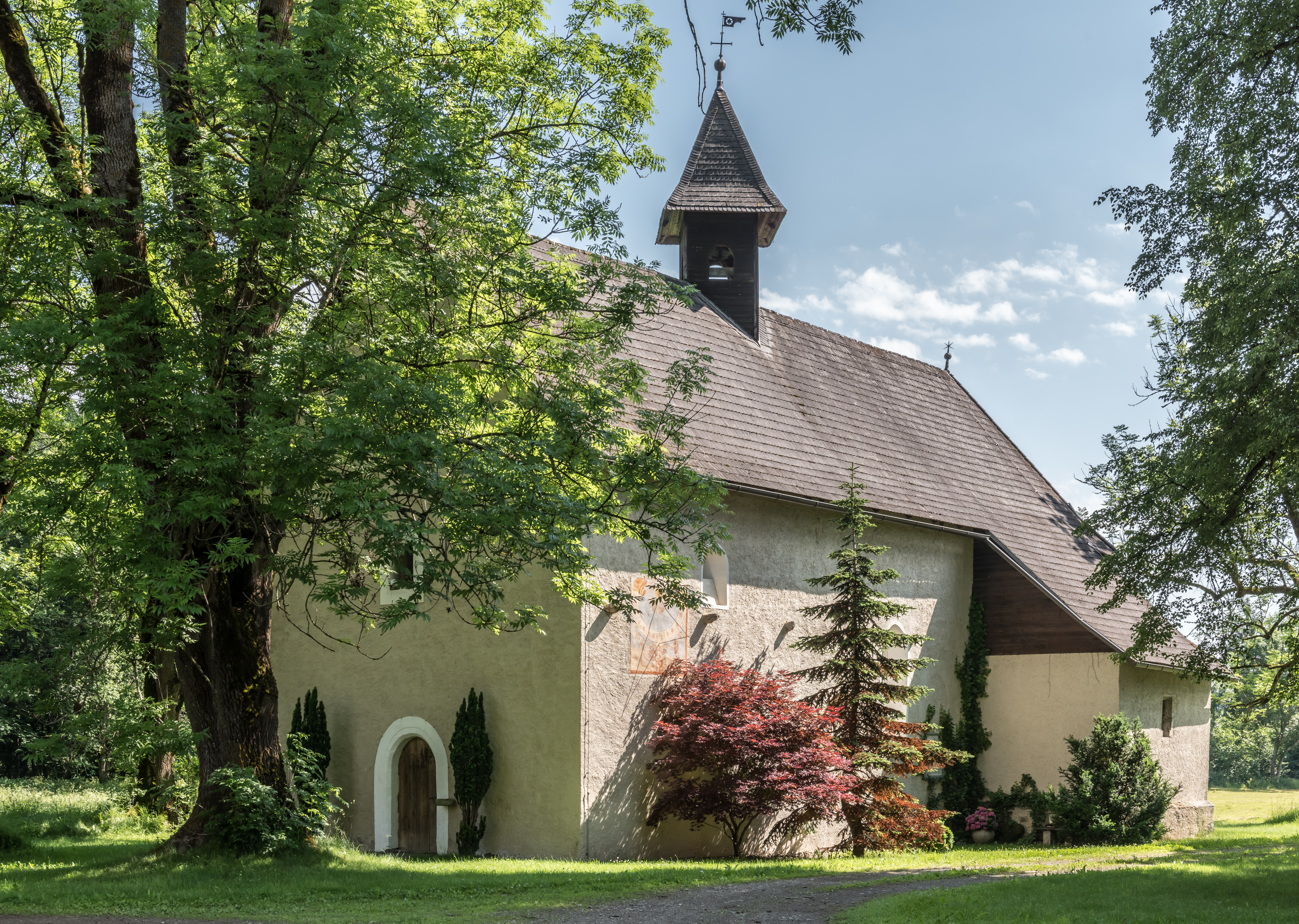
Filialkirche hl. Johannes der Täufer in Spitzwiesen
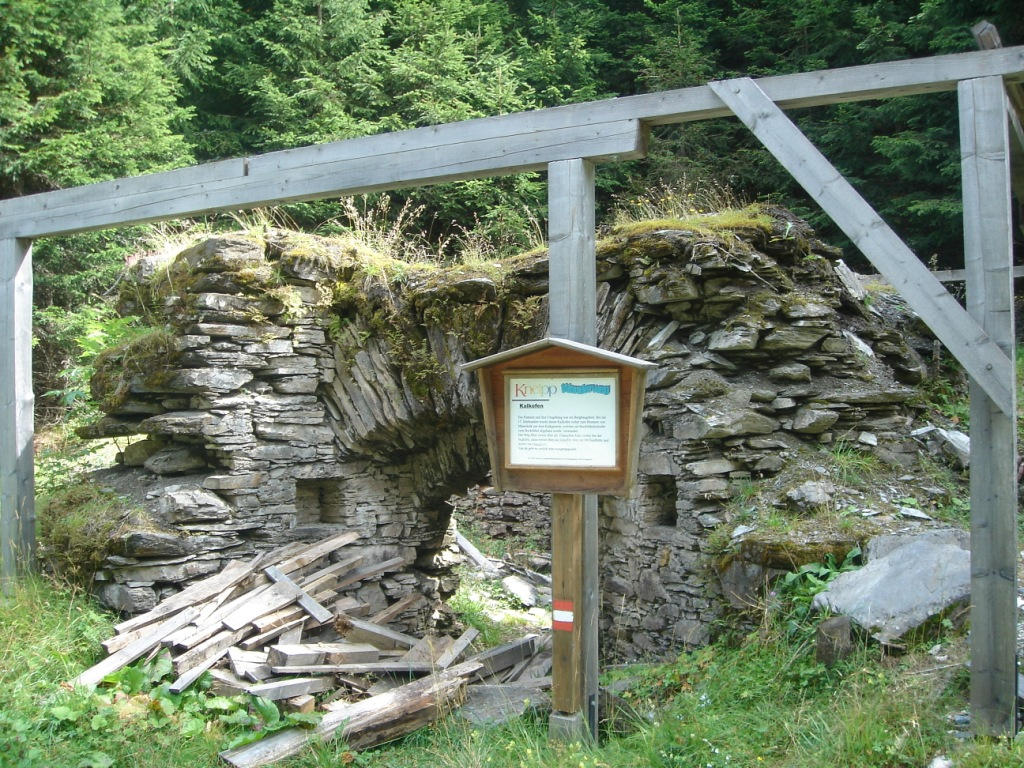
Kalkbrandofen auf der Flattnitz

## Wirtschaft und Infrastruktur
Laut Volkszählung 2001 gibt es 82 Beschäftigte in der Gemeinde und 271 Auspendler. Wirtschaftlich dominierend ist die Land- und Forstwirtschaft. Es gibt 96 land- und forstwirtschaftliche Betriebe (davon 38 im Haupterwerb), die zusammen 5169 ha bewirtschaften (1999). Im Norden des Gemeindegebietes liegt das Schigebiet Hochrindl, das auch die Gemeinde Albeck umfasst.

### Wirtschaftssektoren
Die folgende Tabelle zeigt die Entwicklung der Anzahl der Betriebe und der Beschäftigten in den Wirtschaftssektoren:
| Wirtschaftssektor            | Anzahl Betriebe | Anzahl Betriebe | Anzahl Betriebe | Erwerbstätige | Erwerbstätige | Erwerbstätige |
| Wirtschaftssektor            | 2021            | 2011            | 2001            | 2021          | 2011          | 2001          |
| ---------------------------- | --------------- | --------------- | --------------- | ------------- | ------------- | ------------- |
| Land- und Forstwirtschaft 1) | 51              | 85              | 93              | 58            | 65            | 54            |
| Produktion                   | 10              | 5               | 6               | 20            | 17            | 14            |
| Dienstleistung               | 27              | 25              | 23              | 81            | 82            | 70            |

1) Betriebe mit Fläche in den Jahren 2010 und 1999, Arbeitsstätten im Jahr 2021

### Verkehr
Deutsch-Griffen hat über die Landesstraße L 64 Anbindung an die an der südlichen Gemeindegrenze vorbeiführende Gurktal Straße (B 93).

## Politik

### Gemeinderat
Der Gemeinderat besteht aus 11 Mitgliedern.
- Nach der Gemeinderatswahl 2015 setzte er sich wie folgt zusammen: 7 FPÖ, 3 ÖVP und 1 SPÖ.[7]
- Nach der Gemeinderatswahl 2021 setzt er sich wie folgt zusammen: 7 FPÖ, 2 ÖVP, 2 SPÖ.[8]

### Bürgermeister
Direkt gewählter Bürgermeister ist Michael Reiner (FPÖ).

### Wappen
Der Gemeinde Deutsch-Griffen wurde am 12. September 1995 ein Wappen mit folgender Blasonierung verliehen: „In Grün ein silberner Schrägrechtsbalken in Form eines mit Schindeln gedeckten und zwischen gemauerten Pfeilern über einem Geländer von Holzlatten schwarz durchbrochenen Ganges, oben begleitet von einer silbernen gotischen Kreuzblume, unten von einer silbernen entwurzelten Fichte.“ Die Fahne ist Grün-Weiß mit eingearbeitetem Wappen.
Die Gestaltung des Schrägrechtsbalkens ist einem Wahrzeichen der Gemeinde nachempfunden, dem langen Stiegenaufgang zu der über dem Dorf gelegenen Pfarrkirche St. Jakob dem Älteren. Die Kreuzblume deutet die Verzierungen an, die auf den Fialen der Triumphbogenwand links vom Chor der Kirche angebracht sind. Die Fichte steht für den Waldreichtum und dessen Bedeutung sowohl für die Forstwirtschaft als auch für den Tourismus.

### Partnergemeinde
- Utenbach, seit 1994 Ortsteil der Stadt Apolda, Thüringen, Deutschland[11]

## Persönlichkeiten

### Söhne und Töchter der Gemeinde
- Gerhard Dörfler (* 1955), ehemaliger Politiker (FPÖ, BZÖ, später FPK), von 2008 bis 2013 Landeshauptmann von Kärnten
- Sieglinde Trannacher (1961–2015), Politikerin (SPÖ)

### Mit der Gemeinde verbundene Persönlichkeiten
- Gregor Huber (1879–1941), österreichischer Landwirt und Politiker, 1911 und 1922 und erneut von 1928 bis 1938 Bürgermeister von Deutsch-Griffen
- Michael Reiner (* 1985), Bürgermeister und Abgeordneter zum Kärntner Landtag